# Klawiatura membranowa

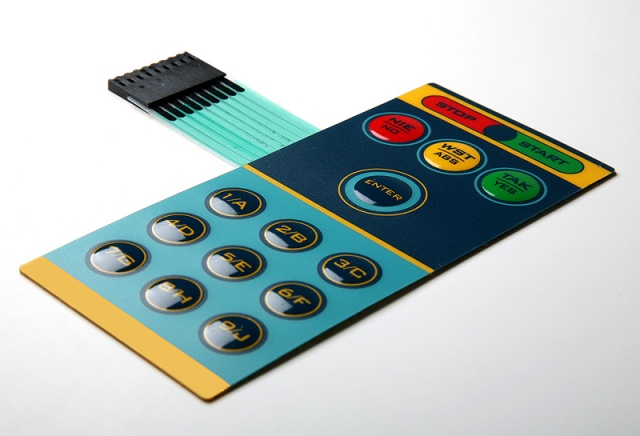
Przykład klawiatury membranowej.

Klawiatury membranowe (zwane także klawiaturami foliowymi) – rodzaj klawiatury (zestawu klawiszy), stosowany w urządzeniach elektronicznych.
Podstawowym powodem gwałtownego wzrostu zapotrzebowania na tego typu klawiatury jest ich niska cena, szczególnie istotna przy masowej produkcji. Ponadto są one stosowane w urządzeniach elektronicznych pracujących w trudnych i nietypowych warunkach, gdyż spełniają szereg wymagań technicznych, eksploatacyjnych i estetycznych, których nie są w stanie spełnić klawiatury mechaniczne.

## Zasada działania
Klawiatury foliowe działają podobnie jak klawiatury mechaniczne, co oznacza, że sygnałem zadziałania klawisza jest zwarcie odpowiednich części obwodu elektrycznego klawiatury. Naciśnięcie klawisza powoduje mechaniczne zetknięcie warstw folii z nadrukowanym obwodem elektrycznym i jego galwaniczne zwarcie w miejscu klawisza.

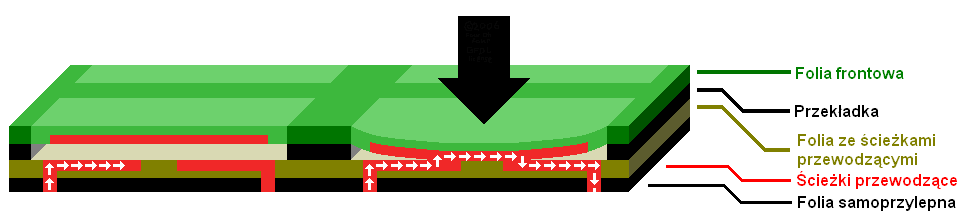
Rysunek przekrojowy typowej klawiatury membranowej. Grubość czterech warstw dla jasności została przesadnie powiększona. W rzeczywistości nie są one o wiele grubsze niż kawałki papieru lub tektury.

## Technologia produkcji
Podstawową technologią produkcji klawiatur foliowych (membranowych) jest technika sitodruku. Elewacje frontowe oraz ścieżki połączeń elektrycznych są drukowane na foliach poliestrowych lub poliwęglanowych. Nadruki elewacji frontowej wykonywane są na spodniej stronie folii co uniemożliwia ścieranie nadruku podczas eksploatacji klawiatury. Ścieżki połączeń elektrycznych drukowane są lakierem przewodzącym prąd elektryczny, w którym czynnikiem przewodzącym są płatki srebra.
Opisany sposób produkcji umożliwia wykonanie klawiatury z dowolną grafiką i połączeniami elektrycznymi zaprojektowanymi na indywidualne życzenie klienta. Zmiana grafiki lub konfiguracji połączeń jest stosunkowo łatwa i tania, ponieważ wymaga jedynie wykonania nowych klisz i wyświetlenia sit.

## Zalety
- Są stosunkowo cienkie, mają grubość od 0.5 do 1.5 mm i tylko tyle miejsca zajmują po naklejeniu na obudowę.
- Mają niską cenę, głównie ze względu na tanią i elastyczną technologię wykonania.
- Są szczególnie odporne na narażenia klimatyczne, chemiczne i mechaniczne. Umożliwiają wykonanie urządzeń wodo- i pyłoszczelnych, odpornych na działanie większości substancji chemicznych i organicznych. Klawiatury płaskie naklejone na twardą powierzchnię są również odporne na narażenia mechaniczne.
- Estetyka – pozwalają zbudować urządzenie o indywidualnym charakterze z wykorzystaniem dowolnej grafiki, która umieszczana jest na warstwie frontowej. Jedynym ograniczeniem zastosowanej formy graficznej jest wyobraźnia projektanta. Ponadto kształt przetłoczenia klawiszy w klawiaturach foliowych jest dowolny, a ich wykonanie tanie ze względu na prostotę i łatwość wykonania odpowiednich narzędzi.
- Trwałość – mogą być wykonywane jako całkowicie płaskie i „nieme” manualnie oraz z przetłoczonymi lub klikającymi klawiszami. W pierwszym przypadku ilość zadziałań klawisza wynosi ok. 3·107, w drugim jest mniejsza i wynosi ok. 5·106 zadziałań. Efekt klikania klawiszy można uzyskać umieszczając w klawiaturze blaszkę stykową w kształcie czaszy lub stosując przetłoczenie folii elewacyjnej w takim samym kształcie. Jak łatwo zauważyć zastosowanie przycisków mechanicznych o porównywalnej ilości zadziałań jest niezwykle kosztowne. Równie odporne klawiatury mechaniczne są budowane z bardzo drogich elementów w specjalnych wykonaniach.

## Wady
- Szybko ulegają uszkodzeniu

## Rodzaje wykonania
1. Płaskie, mają najmniejszą grubość, największą niezawodność i największą odporność na narażenia mechaniczne, zadziałanie klawisza nie jest wyczuwalne przy jego naciśnięciu.
2. Z przetłoczonymi klawiszami, są produkowane z przetłoczeniami w kształcie okrągłej lub owalnej czaszy, przetłoczonymi całym klawiszami lub ramkami w koło klawiszy. Technologia ta pozwala na uzyskanie klawiatury z klawiszami wyczuwalnymi przy ich dotknięciu. Ponadto przetłoczenie w kształcie czasy pozwala na wykonanie klawisza „klikającego” podczas naciskania.
3. Z blaszkami stykowymi, co umożliwia wykonanie klawiatury „klikającej” podczas naciskania klawiszy. Blaszki są umieszczone pomiędzy folią ze ścieżkami przewodzącymi a folią frontową. Klawiatury te zwykle też posiadają przetłoczone klawisze.
4. Z wylewanymi klawiszami, co pozwala na uzyskanie znacznych wypukłości klawiszy, nieosiągalnych metodami zwykłego przetłaczania i specjalnych efektów optycznych.
5. Z oknami na wyświetlacze typu LED lub LCD, które są wykonane z tej samej folii, co pozostała część elewacji i stanowią jednolitą warstwę frontową skutecznie zabezpieczającą wnętrze klawiatury przed czynnikami środowiskowymi takimi jak zanieczyszczenia mechaniczne i chemiczne oraz wilgoć. Okna mogą być bezbarwne lub wykonane jako filtry: czerwone, zielone lub szare.
6. Z zamontowanymi mikro diodami typu LED, umieszczonymi we wnętrzu klawiatury. Diody o wymiarach 1.6 × 0.8 × 0.75 mm mieszczą się prawie całkowicie we wnętrzu warstw foliowych praktycznie nie powodując zwiększenia grubości klawiatury. Są mocowane przy pomocy kleju przewodzącego prąd elektryczny i zabezpieczone bezbarwnym lakierem utwardzanym promieniowaniem UV. Standardowo montowane są diody: czerwone, zielone, żółte i niebieskie.
7. Z podświetlanymi klawiszami lub innymi elementami grafiki, realizowanymi przy pomocy lamp elektroluminescencyjnych drukowanych na folii poliestrowej umieszczonej pod folią elewacyjną. Świecące klawiatury mogą być używane w ciemnych pomieszczeniach i nie wymagają dodatkowego oświetlenia. Wykonywane są lampy świecące w kolorach: zielono-niebieskim, niebieskim lub białym.
8. Z ekranami elektromagnetycznymi na umieszczonymi na całej powierzchni klawiatury, pod ścieżkami obwodu elektrycznego lub pod folią elewacyjną. Ekran taki wykonany jest w postaci warstwy przewodzącej prąd elektryczny podłączonej do paska wyprowadzeniowego. Chroni elektronikę urządzenia sterowanego klawiaturą przed zakłóceniami elektromagnetycznymi. Ekran może być umieszczony na przeźroczystych oknach osłaniających wyświetlacze typu LED lub LCD. Wykonany jest z przeźroczystej folii powierzchniowo przewodzącej prąd elektryczny. Taki ekran skutecznie ogranicza promieniowanie elektromagnetyczne wyświetlacza.